# Цайлифо

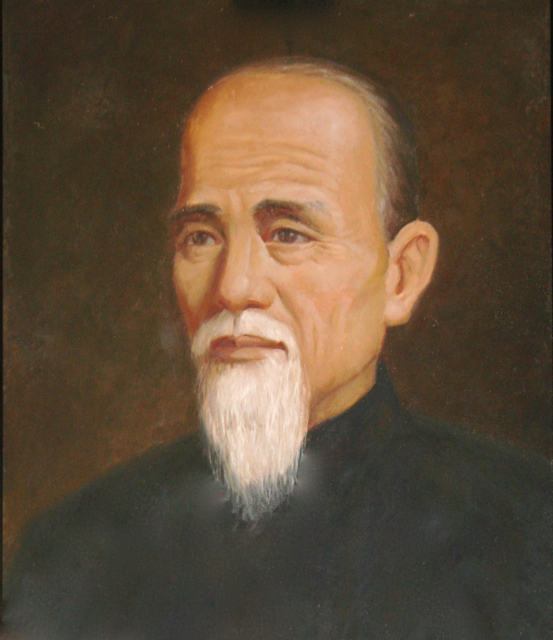
Чан Хен основатель стиля боевого искусства Цайлифо

Цайлифо (кит. 蔡李佛), чойлифут или чой ли фут — стиль южно-китайского ушу, выработанный мастером Чэнь Сяном (1805-1875). Для этого стиля характерны размашистость и амплитудность мощных ударов кулаком и предплечьями (влияние школ юга). Этот стиль зародился от соединения в одно целое трёх разных семейных стилей ушу: Цай, Ли и Фо. Их Чэнь Хэн в разное время изучил у мастеров ушу-представителей вышеупомянутых семей, а позже объединил их и переработал, создав свой собственный стиль, известный ныне как чой ли фут.
В арсенале стиля насчитывается 110 различных формальных комплексов (таолу) — рукопашных, с оружием, различные парные упражнения, упражнения на сваях, но из них лишь 49 комплексов являются основными, то есть такими, которые в процессе обучения изучают абсолютно все обучающиеся. Все они делятся на три группы, которые изучаются последовательно. Первая группа включает комплексы, изучающие базовые передвижения, удары, позиции. Вторая группа содержит более сложные комплексы, требующие хорошей физической и психологической подготовки. Третья группа содержит самые сложные комплексы. В этой третьей группе находятся в основном различные имитационные комплексы: «Кулак льва», «Кулак тигра», «Пьяный кулак», «Кулак пяти зверей» и многие др.
Таким образом, существуют комплексы начального, среднего и высшего уровней.

### Король Муи Чой Ли Фут 京梅陳家雄勝蔡李佛拳館

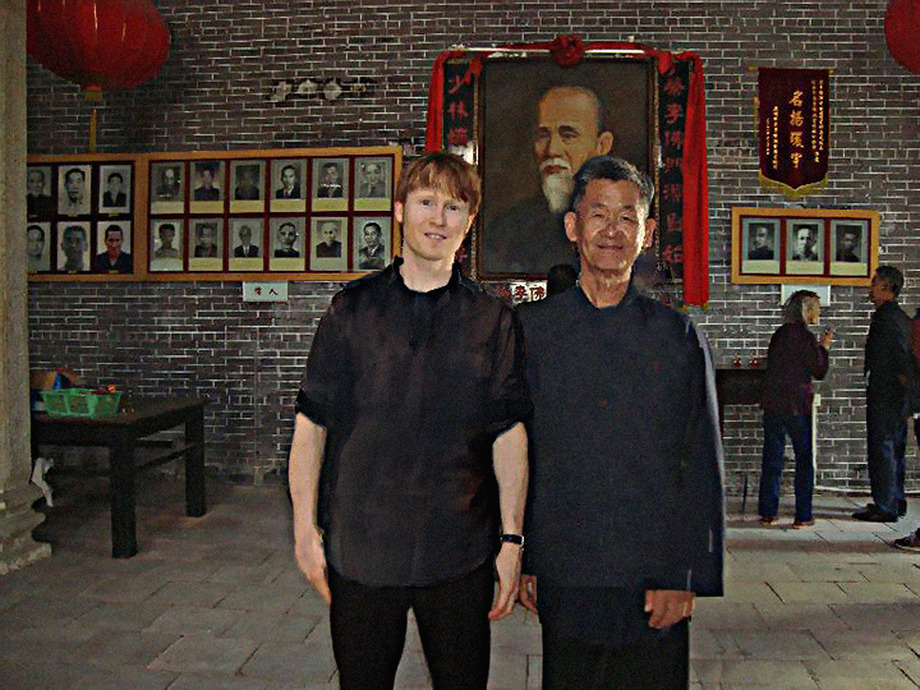
Чан Сун-Чиу из ветви Короля Муи справа с Нилом Уиллкотт

Основная передача называется Король Муи (京梅), потому что семья основателя происходила из деревни Король Муи, и именно здесь Чан Хын 陳享 официально начал преподавать Чой Ли Фут в 1836 году. Сегодня потомки семьи Чан предпочитают использовать термин «Семья Чан» традиции, потому что современным преемником (Хранителем стиля) был Чан Ю-Чи 陳耀墀, сын Чан Кун-пака и внук Чан Хына.
Известным ни одним учеником семьи Чань из семьи Чань И-чи был Ху Юэнь-чжоу 胡雲綽, инструктор известного мастера Чой Ли Фут Док-Фай Вонг 黄德輝, которого многие считают преемником в 5-м поколении и наследником линии Короля Муи.
После Чань Ю-чи 陳耀墀 наследником и хранителем стиля стал его сын Чань Сунь-чиу. После кончины 22 апреля 2013 г. Чан Сун-чиу (хранителя короля Муи Чой Ли Фута) 陈燊樵,
все потомки и известные ученики становятся его нынешними преемниками в 5-м поколении линии передачи Короля Муи; Чан Юн-фа и Niel Willcott.